# Chiwanda
Chiwanda ist ein Verwaltungsbezirk (Ward) des Distrikts Nyasa in der tansanischen Region Ruvuma.

## Geografie
Chiwanda liegt im Südwesten von Tansania am Ufer des Malawisees an der Grenze zu Mosambik. Das Klima ist ein tropisch feuchtes Savannenklima, Aw nach der effektiven Klimaklassifikation.
Der Bezirk grenzt im Nordwesten an Mtipwili, im Nordosten an Lumeme, im Osten an Tingi und Mpepo, im Süden an Mosambik und im Westen an den Malawisee. Bei der Volkszählung 2022 lebten 9691 Menschen in 2262 Haushalten auf einer Fläche von 119 Quadratkilometern.

## Gliederung
Der Bezirk besteht aus vier Gemeinden (Mtaa) mit 18 Orten (Kitongoji):
| Mtupale - Mtungwi - Upale - Chiwindi - Ndambwe | Ng'ombo - Ng'ombo Kati - Mbuli - Mtekemka - Rwanda | Chimate - Chimate - Mtakanini - Mingoi - Chiwanda | Kwambe - Nambunju - Matapwale - Ndakanjila - Maliwa - Makunguru - Chilunga |

## Infrastruktur
- Gesundheit: Im Bezirk gibt es eine weiterführende Schule.[7] Die Nyasa Secondary School ist eine staatliche Tagesschule mit einer Ausbildung bis zur 4. Stufe.[8]
- Gesundheit: In den Gemeinden Mtupale, Ng'ombo und Kwambe liegt je eine Apotheke. Die Ng'ombo Dispensary ist privat,[9] die beiden anderen sind staatlich.[10][11]